# Hippeastrum

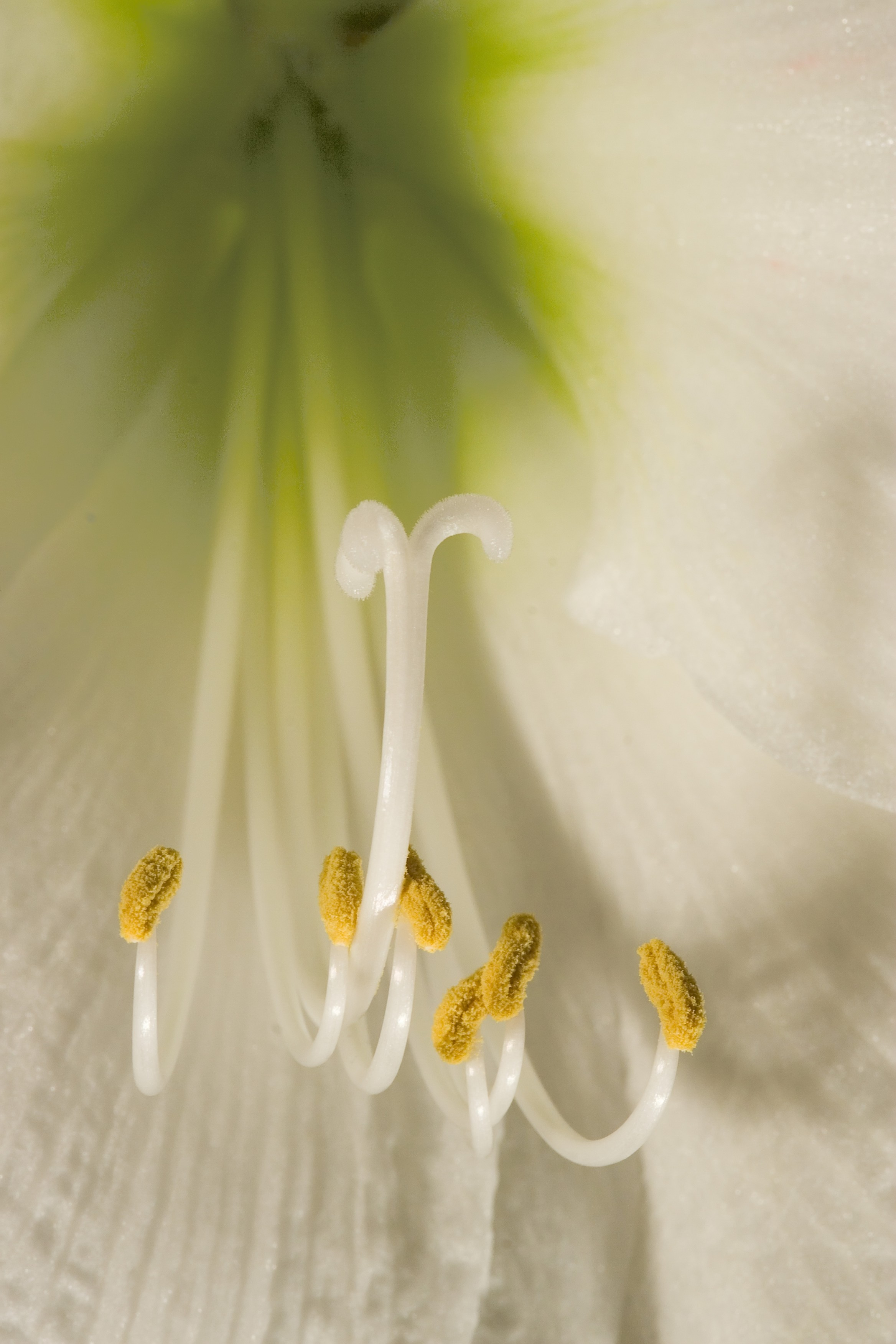
Stami e pistillo di un fiore di Hippeastrum sp.

Hippeastrum Herb. è un genere di piante della famiglia Amaryllidaceae, originario dell'America meridionale.

## Etimologia
Il nome deriva dal greco ἱππεύς hippeus (cavaliere) e ἄστρον astron (stella), fu coniato dal botanico inglese, il reverendo William Herbert forse per la somiglianza del fiore con la “stella del cavaliere”, un’arma medievale.

## Descrizione
Comprende oltre 100 specie di piante bulbose sempreverdi o a fogliame deciduo estivo, con grandi bulbi sferiformi da cui si dipartono radici spesse e carnose. Per ogni bulbo si possono osservare da 3 a 7 foglie lunghe 10–60 cm e 1 o 2 steli floreali, che portano generalmente da 2 a 6 fiori imbutiformi grandi e colorati di rosso, rosa, arancio, salmone, bianco striato e, solo in alcuni ibridi, giallo, raramente profumati. Tra le specie più conosciute ricordiamo l'Hippeastrum vittatum, originario dell'Ecuador e del Perù, con foglie decidue e fiori con colori variabili, da cui sono derivati moltissimi ibridi largamente coltivati, l'Hippeastrum aulicum, originario del Brasile del sud, specie che nelle zone meridionali fiorisce d'inverno con riposo vegetativo nella stagione calda, l'Hippeastrum papilio, originario del Brasile, pianta sempreverde a fioritura primaverile, l'Hippeastrum reginae, ibrido storico resistente alle basse temperature, (-7 °C), l'Hippeastrum × johnsonii, originato dall'incrocio tra Hippeastrum reginae e Hippeastrum vittatum, sempre meno coltivato per l'affermarsi di nuovi ibridi.

## Tassonomia
La tassonomia di questo genere è stata complicata. 
La prima questione è se il nome debba essere più propriamente Amaryllis L.. Nel 1753 Carl Linnaeus creò il nome Amaryllis belladonna, la specie tipo del genere Amaryllis, nella sua Species Plantarum insieme ad altre otto specie di Amaryllis. Linneo aveva precedentemente lavorato nella tenuta vicino ad Haarlem di un banchiere olandese appassionato di giardini e botanica, tale George Clifford, tra il 1735 e il 1737, descrivendo le piante che vi crescevano nel suo Hortus Cliffortianus nel 1738. L'erbario di Clifford è ora conservato al Museo di storia naturale (Londra).
All'epoca entrambe le piante sudafricane e sudamericane erano poste in questo stesso genere.  All'inizio del diciannovesimo secolo Amaryllis era diventato un genere polimorfico con circa 50 specie da quelle che oggi considereremmo una dozzina di generi, e furono fatti tentativi per separarlo in generi diversi. Questo lavoro iniziò nel 1819 con il contributo del botanico inglese Revd. William Herbert in Curtis's Botanical Magazine, che ampliò nel 1821 in The Botanical Register, identificando 14 specie del nuovo genere di Hippeastrum e lasciando solo tre specie in Amaryllis. Il resto delle specie di Amaryllis lo trasferì ad altri generi, molti dei quali li creò. Herbert perfezionò ulteriormente le sue descrizioni di Hippeastrum nel suo lavoro sulle Amaryllidaceae nel 1837.

### Dibattito sulla nomenclatura
Da allora una domanda chiave è stata se il tipo originale di Linneo fosse una pianta sudafricana (ora Amaryllis) o una pianta sudamericana (ora Hippeastrum). In quest'ultimo caso, il nome corretto per il genere Hippeastrum sarebbe Amaryllis e sarebbe necessario trovare un nuovo nome per il genere sudafricano. Nel 1938 Johannes Cornelius Theodorus Uphof affermò che la pianta era in realtà l'Hippeastrum equestre sudamericano, una pianta che il figlio di Carlo Linneo, Carl von Linné jr., aveva descritto, e che subito dopo essere apparso nell'Hortus Kewensis del 1789. Questo articolo suscitò un dibattito nel mezzo secolo successivo, che ritardò il trasferimento ufficiale delle specie da Amaryllis a Hippeastrum.  Questo dibattito ha coinvolto botanici su entrambe le sponde dell'Atlantico e il risultato finale è stata una decisione del 14º Congresso botanico internazionale nel 1987 che Amaryllis L. dovrebbe essere un nomen conservandum  e in definitiva basato su un esemplare di Amaryllis belladonna sudafricana dall'erbario di Clifford.  Quindi Amaryllis L. è il nome corretto per il genere sudafricano, non il genere sudamericano (Hippeastrum).
Pretesa per Leopoldia
La seconda questione è se il nome debba essere Leopoldia.  Nel 1819 Herbert aveva proposto Leopoldia come nomen provisorium (nome provvisorio) per lo stesso che chiamava Hippeastrum nel 1821. Sebbene Leopoldia sia stata successivamente convalidata (cioè divenne il nome corretto), questo è stato trascurato e Hippeastrum, piuttosto che Leopoldia, è stato utilizzato per il genere di amarillidi del Nuovo Mondo. Al fine di preservare l'uso diffuso sia di Hippeastrum che di Leopoldia, Fabio Garbari e Werner Greuter hanno proposto nel 1970 di conservare l'Hippeastrum di Herbert e la Leopoldia di Parlatore e di cancellare la Leopoldia di Herbert. Questo è stato accettato e Hippeastrum Herb. è ora un nomen conservandum (nome conservato), cioè il nome corretto indipendentemente dal fatto che non abbia priorità su Leopoldia.

### Lista delle specie
Il genere Hippeastrum comprende le seguenti specie:
- Hippeastrum aglaiae (A.Cast.) Hunz. & A.A.Cocucci
- Hippeastrum amaru (Vargas) Meerow
- Hippeastrum andreanum Baker
- Hippeastrum angustifolium Pax
- Hippeastrum anzaldoi (Cárdenas) Van Scheepen
- Hippeastrum apertispathum (Traub) H.E.Moore
- Hippeastrum arboricola (Ravenna) Meerow
- Hippeastrum argentinum (Pax) Hunz.
- Hippeastrum aulicum (Ker Gawl.) Herb.
- Hippeastrum aviflorum (Ravenna) Dutilh
- Hippeastrum blossfeldiae (Traub & J.L.Doran) Van Scheepen
- Hippeastrum brasilianum (Traub & J.L.Doran) Dutilh
- Hippeastrum breviflorum Herb.
- Hippeastrum bukasovii (Vargas) Gereau & Brako
- Hippeastrum caiaponicum (Ravenna) Dutilh
- Hippeastrum calyptratum (Ker Gawl.) Herb.
- Hippeastrum canterai Arechav.
- Hippeastrum caupolicanense (Cárdenas) Van Scheepen
- Hippeastrum chionedyanthum (Cárdenas) Van Scheepen
- Hippeastrum cipoanum (Ravenna) Meerow
- Hippeastrum condemaitae (Vargas & E.Pérez) Meerow
- Hippeastrum correiense (Bury) Worsley
- Hippeastrum crociflorum Rusby
- Hippeastrum curitibanum (Ravenna) Dutilh
- Hippeastrum cuzcoense (Vargas) Gereau & Brako
- Hippeastrum cybister (Herb.) Benth. ex panettiere
- Hippeastrum damazianum Beauverd
- Hippeastrum divijuliani (Cárdenas) Meerow
- Hippeastrum divijulianum (Cárdenas) Meerow
- Hippeastrum doraniae (Traub) Meerow
- Hippeastrum dutilhianum (Büneker, R.E.Bastian & C.M.Costa) Christenh. & Byng
- Hippeastrum elegans (Spreng.) H.E.Moore
- Hippeastrum escobaruriae (Cárdenas) Van Scheepen
- Hippeastrum espiritense (Traub) H.E.Moore
- Hippeastrum evansiae (Traub & I.S.Nelson) H.E.Moore
- Hippeastrum ferreyrae (Traub) Gereau & Brako
- Hippeastrum forgetii Worsley
- Hippeastrum fragrantissimum (Cárdenas) Meerow
- Hippeastrum fuscum Kraenzl.
- Hippeastrum gayanum O. K.
- Hippeastrum gertianum (Ravenna) Dutilh
- Hippeastrum glaucescens (Mart. ex Schult. & Schult.f.) Herb.
- Hippeastrum goianum (Ravenna) Meerow
- Hippeastrum guarapuavicum (Ravenna) Van Scheepen
- Hippeastrum harrisonii (Lindl.) Hook.f.
- Hippeastrum hemographes (Ravenna) Dutilh
- Hippeastrum hugoi (Vargas) Gereau & Brako
- Hippeastrum igneum Munoz
- Hippeastrum iguazuanum (Ravenna) T.R.Dudley & M.Williams
- Hippeastrum incachacanum (Cárdenas) Van Scheepen
- Hippeastrum intiflorum (Vargas) Gereau & Brako
- Hippeastrum kromeri (Worsley) Meerow
- Hippeastrum lapacense (Cárdenas) Van Scheepen
- Hippeastrum leonardii (Vargas) Gereau & Brako
- Hippeastrum leopoldii T.Moore
- Hippeastrum leucobasis (Ravenna) Dutilh
- Hippeastrum macbridei (Vargas) Gereau & Brako
- Hippeastrum machupijchense (Vargas) D.R.Hunt
- Hippeastrum mandonii Baker
- Hippeastrum maracasum (Traub) H.E.Moore
- Hippeastrum marumbiense (Ravenna) Van Scheepen
- Hippeastrum minasgerais (Traub) Meerow
- Hippeastrum miniatum (Ruiz & Pav.) Herb.
- Hippeastrum mirum (Ravenna) Christenh. & Byng
- Hippeastrum mollevillquense (Cárdenas) Van Scheepen
- Hippeastrum monanthum (Ravenna) Meerow
- Hippeastrum morelianum Lem.
- Hippeastrum nelsonii (Cárdenas) Van Scheepen
- Hippeastrum oconequense (Traub) H.E.Moore
- Hippeastrum papilio (Ravenna) Van Scheepen
- Hippeastrum paquichanum (Cárdenas) Dutilh
- Hippeastrum paradisiacum (Ravenna) Meerow
- Hippeastrum paranaense (Traub) Meerow
- Hippeastrum pardinum (Hook.f.) Dombrain
- Hippeastrum parodii Hunz. & A.A.Cocucci
- Hippeastrum petiolatum Pax
- Hippeastrum pilcomaicum (Ravenna) Meerow
- Hippeastrum psittacinum (Ker Gawl.) Herb.
- Hippeastrum puniceum (Lam.) Voss
- Hippeastrum reginae (L.) Herb.
- Hippeastrum reticulatum (L'Hér.) Herb.
- Hippeastrum rubropictum (Ravenna) Meerow
- Hippeastrum santacatarina (Traub) Dutilh
- Hippeastrum scopulorum Baker
- Hippeastrum starkiorum (I.S.Nelson & Traub) Van Scheepen
- Hippeastrum stigmovittatum (Büneker, R.E.Bastian & C.M.Costa) Christenh. & Byng
- Hippeastrum striatum (Lam.) H.E.Moore
- Hippeastrum stylosum Herb.
- Hippeastrum teyucuarense (Ravenna) Van Scheepen
- Hippeastrum traubii (Moldenke) H.E.Moore
- Hippeastrum umabisanum (Cárdenas) Meerow
- Hippeastrum vanleestenii (Traub) H.E.Moore
- Hippeastrum variegatum (Vargas) Gereau & Brako
- Hippeastrum viridiflorum Rusby
- Hippeastrum vittatum (L'Hér.) Herb.
- Hippeastrum wilsoniae L.J.Doran & F.W.Mey.
- Hippeastrum yungacense (Cárdenas & I.S.Nelson) Meerow

## Usi
Come pianta ornamentale in vaso per terrazzi o appartamenti, o per la produzione industriale del fiore reciso.
Sono tra le più belle bulbose ornamentali, poco rustiche. Vengono coltivate all'aperto solo nelle località a clima caldo, come la Riviera Ligure o l'Italia meridionale e insulare, con fioriture generalmente primaverili o se forzate in ambiente protetto per la commercializzazione del fiore reciso invernale.

## Coltivazione
Richiedono nella coltivazione in vaso terriccio formato per metà da terriccio di foglie arricchito da terriccio di letame, terra comune argillosa e poca sabbia, concimare regolarmente con fertilizzante llquido, irrigare e spruzzare le piante frequentemente durante la stagione vegetativa, riducendole da fine agosto e sospenderle all'inizio dell'autunno.
La moltiplicazione avviene piantando i bulbi a fine inverno, nelle varietà destinate alla forzatura si invasano i bulbi a fine ottobre interrandoli a metà senza rovinare le radici; con la semina si ottengono piante dai caratteri variabili.

## Avversità
- Cocciniglia cotonosa adulti e larve dell'emittero Pseudococcus citri (Risso), succhiano la linfa in special modo dalla pagina inferiore, provocando un'abbondante melata su cui si sviluppa la fumaggine.[senza fonte]
- Muffa verde i funghi del genere Penicillium, provocano marciumi nei bulbi conservati in magazzini, caldo-umidi e non arieggiati[senza fonte]
- Avvizzimento maculato l'attacco virale provoca sulle foglie macchie giallo-biancastre, cui segue il disseccamento del lembo fogliare o un seccume di colore rossiccio lungo i bordi.[senza fonte]

## Galleria d'immagini

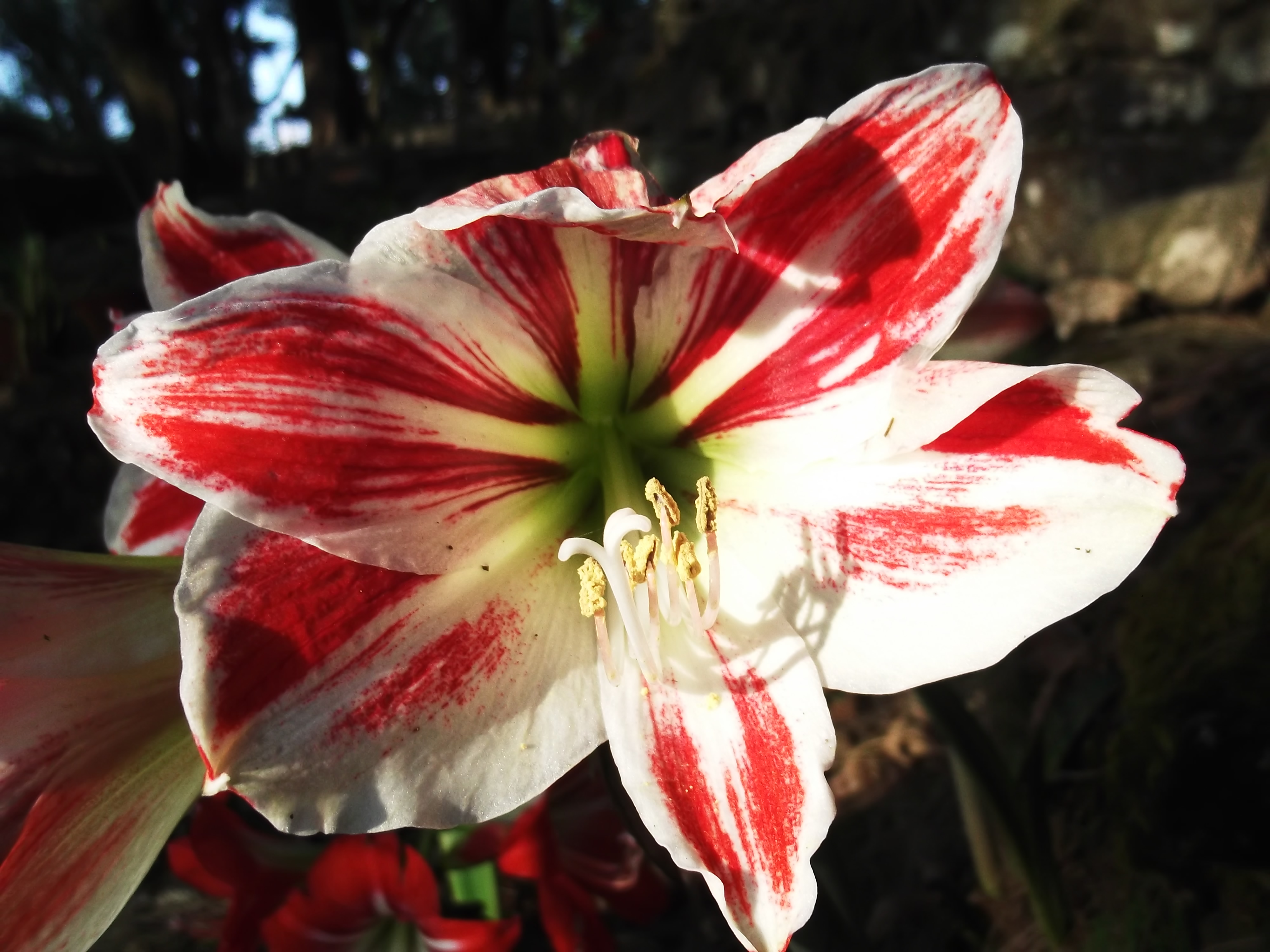
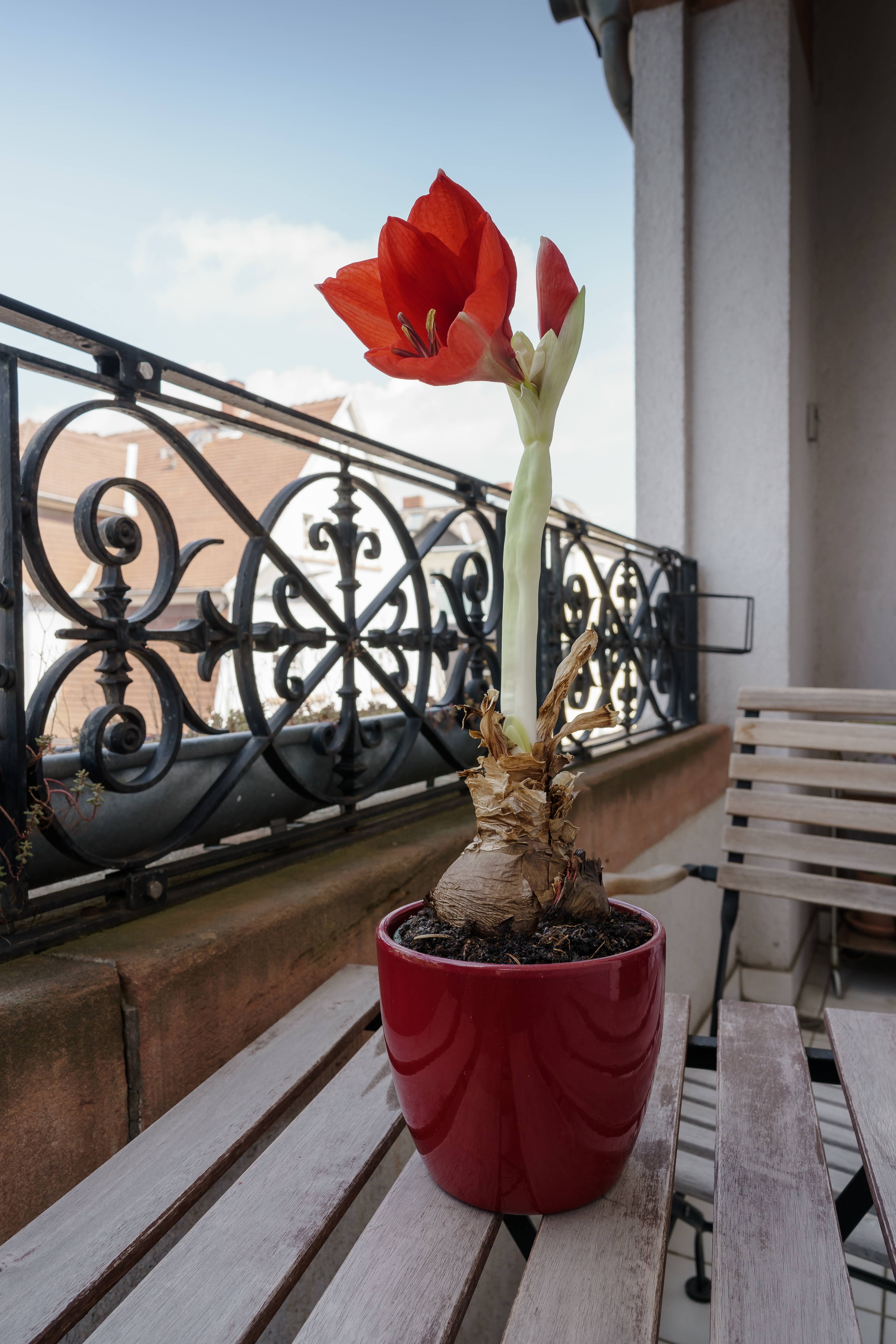
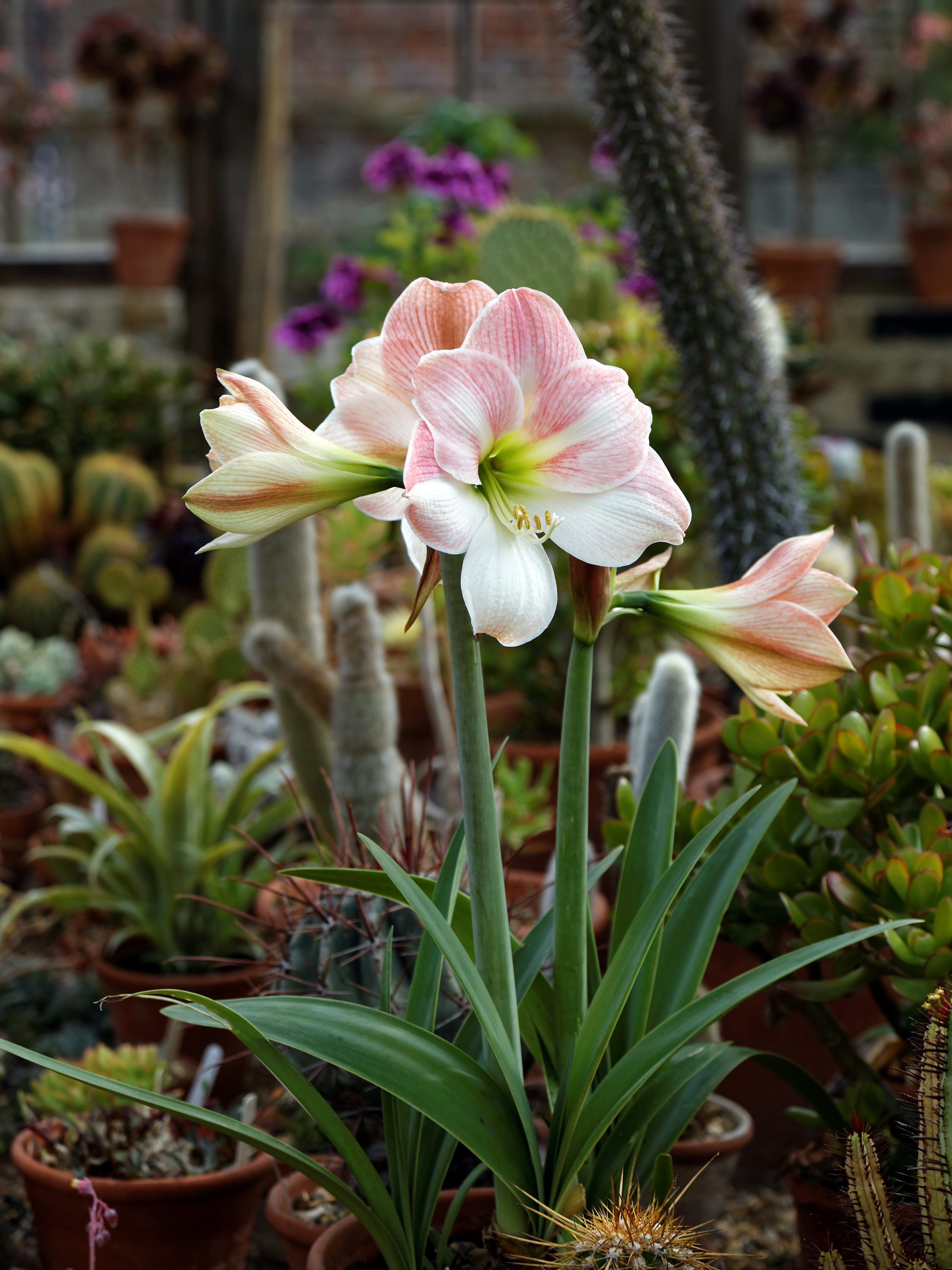
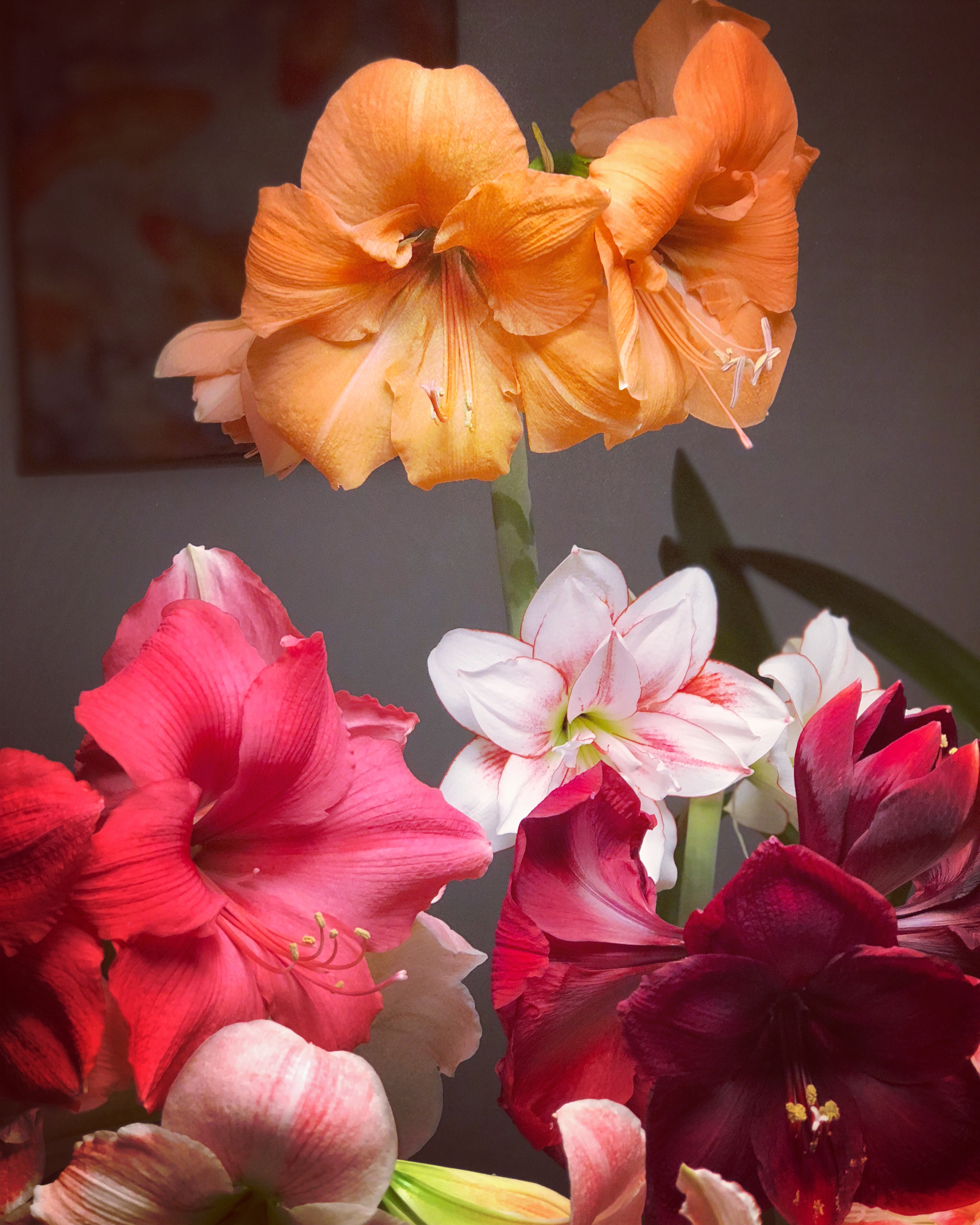